# Habitatges al carrer Falguera, 32-38 (Sant Feliu de Llobregat)
Els Habitatges al carrer Falguera, 32-38 és una obra de Sant Feliu de Llobregat (Baix Llobregat) protegida com a Bé Cultural d'Interès Local.

## Descripció
Conjunt d'habitatges artesanals que mostraven molt clarament la tècnica constructiva (parets de tàpia, ràfec i tortugada, etc.) del qual destaca la unicitat en les alçades del coronament. Tot el conjunt ha estat molt reformat, perdent la seva fesomia originària.

## Història
Anteriorment, com a element remarcable, al número 32, a la llinda de pedra es podia veure al centre en baix relleu l'heràldica dels Montmany, una muntanya coronada per una creu. Als costats, gravat el cognom de la família i la data de 1696. La llinda de la casa núm. 32 era un dels vestigis més antics del barri de Can Falguera, format sembla entre els segles XVII i XVIII. Destacava també la porta de la casa núm. 36, feta de carreus de pedra.